# Sluitpost
De term sluitpost is een kostenpost of een balanspost die de overige boekhoudkundige posten bevat om een begroting of  balans sluitend te maken. De sluitpost wordt doorgaans behandeld met een lage prioriteit.

## Voorbeeld
Denk aan een bedrijf waar het economisch niet goed aan toe gaat en dat verlies maakt. In het verleden hebben zij het heel goed gedaan en hebben zij personeel aangetrokken door middel van prachtige secundaire arbeidsvoorwaarden. Tegenwoordig zijn er echter tegenvallende bedrijfsresultaten. Zij zullen nu kunnen besluiten om kosten te besparen op hun secundaire arbeidsvoorzieningen (voor toekomstig personeel) en zeer uitgebreide bedrijfsuitjes, dan op het beknibbelen van de diensten en/of producten die zij leveren.
Het te spenderen geld wordt naar verhouding verdeeld over de meest belangrijke kostenposten. De sluitposten staan in dit lijstje van prioriteiten doorgaans onderaan, en ontvangen dan ook het restant om de begroting sluitend te maken.
De kostenposten 'secundaire arbeidsvoorwaarden' en 'jaarlijks bedrijfsuitje' zijn nu sluitposten geworden in de begroting van het komende jaar.

## Eigen vermogen
Elke boekhoudkundige balans dient uiteindelijk in balans gebracht te zijn. Hierbij functioneert het eigen vermogen als sluitpost op de balans: de totale som van de bezittingen (activa) min de som van de schulden (passiva) geven het (gestegen of gedaald) eigen vermogen.